# Vilsbiburg
Vilsbiburg je město v německé spolkové zemi Bavorsko, v zemském okrese Landshut ve vládním obvodu Dolní Bavorsko. Žije zde přibližně 13 tisíc obyvatel.